# Ferdinand II. Aragonský
Ferdinand II. (aragonsky: Ferrando; katalánsky: Ferran; baskicky: Errando; španělsky: Fernando; 10. března 1452 Sos del Rey Católico – 23. ledna 1516 Madrigalejo) byl aragonský král od roku 1479 až do své smrti v roce 1516. Jako manžel královny Isabely I. Kastilské byl v letech 1475 až 1504 také kastilským králem (jako Ferdinand V.). Společně s Isabelou vládl dynasticky sjednocenému Španělsku; společně jsou známí jako katolická Veličenstva. Ferdinand je považován za de facto prvního španělského krále a byl tak popisován i za své vlády, i když z právního hlediska Kastilie a Aragonie zůstaly dvěma samostatnými královstvími, dokud nebyly formálně spojeny dekrety vydanými v letech 1707 až 1716.
Aragonská koruna, kterou Ferdinand zdědil v roce 1479, zahrnovala Aragonské, Valencijské, Mallorské, Sardinské a Sicilské království a také Katalánské knížectví. Jeho sňatek s Isabelou je považován za první krok k založení španělské monarchie. Hráli velkou roli v evropské kolonizaci Ameriky a sponzorovali první plavbu Kryštofa Kolumba v roce 1492. Ten samý rok pár dobyl Granadu, poslední muslimský stát v západní Evropě, čímž dokončili staletí trvající Reconquistu.
Po Isabelině smrti v roce 1504 se královnou Kastilské koruny stala dcera páru Jana. Toho roku, po válce s Francií, dobyl Neapolské království. V roce 1507 se stal regentem Kastilie, protože Jana byla údajně duševně labilní. V roce 1506 se v rámci smlouvy s Francií oženil s Germaine z Foix, s níž neměl žádné přeživší děti. V roce 1512 dobyl většinu Navarrského království a až do své smrti v roce 1516 ovládal celé území dnešního Španělska. Formálně po něm na trůn nastoupila jeho dcera Jana, ale moc brzy převzal její syn Karel I. (pozdější císař Svaté říše římské Karel V.).

## Život
Byl synem aragonského krále Jana II. V roce 1469 se oženil s následnicí kastilského trůnu Isabelou. Po smrti svého otce v roce 1479 se Ferdinand ujal vlády nad Aragonií, zatímco jeho manželka byla svrchovanou královnou Kastilie jako Isabela I. Manželé v letech 1479–1504 společně vládli Kastilii a Aragonu.
Jedním z velkých činů, které královští manželé uskutečnili, bylo dobytí Granady – posledního emirátu na Pyrenejském poloostrově – v roce 1492. To byl důležitý krok k postupnému sjednocení obou království a vytvoření jednotného Španělska. S jejich podporou se Kryštof Kolumbus vypravil na velkou zámořskou cestu a objevil rovněž v roce 1492 Ameriku. Tento náhodný objev dal základ vzniku velké španělské koloniální říše na území Severní, Střední a Jižní Ameriky.
Roku 1496 udělil papež Alexandr VI. svou bulou Si convenit manželům Ferdinandu II. Aragonskému a Isabele Kastilské titul katolická Veličenstva.
Od roku 1500 se mezi Ferdinandem a francouzským králem Ludvíkem XII. rozpoutal konflikt o vládu nad Neapolským královstvím. Tato válka skončila Granadským mírem v roce 1504, v témže roce se Ferdinand nechal korunovat neapolským králem. Ferdinand a Isabela učinili ze Španělska jednu z nejsilnějších zemí v Evropě a dali svým dědicům do ruky moc nad celým Španělskem.
Ve smlouvě z Villafáfily z roku 1506 se Ferdinand vzdal nejen kastilské vlády ve prospěch Filipa, ale také indického panství a zadržel polovinu příjmů „indických království“. Jana a Filip okamžitě přidali ke svým titulům království Indie, ostrovy a pevninu Oceánského moře. Ale smlouva z Villafáfily nebyla platná dlouho kvůli smrti Filipa; Ferdinand se znovu stal regentem Kastilie a „pánem Indie“.
V roce 1511 navštívil jako první panovník ze Španělska Anglii, aby se svým zetěm, anglickým králem Jindřichem VIII. podepsali westminsterskou smlouvu.  
Ferdinand v roce 1504 ovdověl a o rok později se v říjnu oženil s Germaine, dcerou Jana z Foix a neteří francouzského krále. V touze po mužském potomkovi, který by zdědil aragonské království, se Ferdinand uchýlil i k užíváním afrodisiak a snad i k magii. Dle pověsti zemřel na předávkování povzbuzujícími bylinami nebo „španělskými muškami“. Byl pohřben v královské kapli v granadské katedrále.

## Potomci
S první manželkou Isabelou Kastilskou, kterou si vzal 19. října 1469 měl následujících 7 potomků:
- Isabela (2. října 1470 – 23. srpna 1498),
⚭ 1490 Alfons, princ Portugalský (18. května 1475 – 13. července 1491), korunní princ portugalský, tragicky zahynul
⚭ 1497 Manuel I. Portugalský (31. května 1469 – 13. prosince 1521), král Portugalska a Algarve od roku 1495 až do své smrti

- 31. května 1475, potrat syna
- Jan (28. června 1478 – 4. října 1497), španělský následník trůnu a dědic Kastilie a Aragonu, ⚭ 1496 Markéta Habsburská (10. ledna 1480 – 1. prosince 1530)
- Jana I. (6. listopadu 1479 – 12. dubna 1555), královna Kastilie, Leónu, Galicie, Aragonie, Valencie, Navarry, Sardinie, Mallorky, Sicílie a Neapole od roku 1504 až do své smrti, ⚭ 1496 Filip I. Sličný (22. července 1478 – 25. září 1506), vévoda burgundský, lucemburský, brabantský a geldernský, hrabě flanderský a holandský
- Marie Aragonská (29. června 1482 – 7. března 1517), ⚭ 1500 Manuel I. Portugalský (vdovec po její starší sestře)
- dcera (*/† 1. července 1482), dvojče Marie
- Kateřina Aragonská (16. prosince 1485 – 7. ledna 1536),
⚭ 1501 Artur Tudor (19/20. září 1486 – 2. dubna 1502), princ z Walesu, následník anglického trůnu
⚭ 1509 Jindřich VIII. Tudor (28. června 1491 – 28. ledna 1547), král Anglie a Irska od roku 1509 až do své smrti, sňatek anulován v roce 1533

Po smrti Isabely se Ferdinand rozhodl oženil znovu. Volba padla na výrazně mladší Germaine z Foix (1488–1536). Sňatek se uskutečnil roku 1506. Za 10 let manželství se narodil jediný syn, který brzy po narození zemřel.
- Jan z Girony (*/† 3. května 1509)

## Vývod z předků
|                         |                              |  |                              |                                                   |  |  |  |  |  |  |  | Jindřich II. Kastilský |
|                         |                              |  |                              |                                                   |  |  |  |  |  |  |  |                        |
|                         | Jan I. Kastilský             |  |                              |                                                   |  |  |  |  |  |  |  |                        |
|                         |                              |  |                              |                                                   |  |  |  |  |  |  |  |                        |
|                         |                              |  |                              | Juana Manuel                                      |  |  |  |  |  |  |  |                        |
|                         |                              |  |                              |                                                   |  |  |  |  |  |  |  |                        |
|                         | Ferdinand I. Aragonský       |  |                              |                                                   |  |  |  |  |  |  |  |                        |
|                         |                              |  |                              |                                                   |  |  |  |  |  |  |  |                        |
|                         |                              |  |                              | Petr IV. Aragonský                                |  |  |  |  |  |  |  |                        |
|                         |                              |  |                              |                                                   |  |  |  |  |  |  |  |                        |
|                         | Eleonora Aragonská           |  |                              |                                                   |  |  |  |  |  |  |  |                        |
|                         |                              |  |                              |                                                   |  |  |  |  |  |  |  |                        |
|                         |                              |  |                              | Eleonora Sicilská                                 |  |  |  |  |  |  |  |                        |
|                         |                              |  |                              |                                                   |  |  |  |  |  |  |  |                        |
|                         | Jan II. Aragonský            |  |                              |                                                   |  |  |  |  |  |  |  |                        |
|                         |                              |  |                              |                                                   |  |  |  |  |  |  |  |                        |
|                         |                              |  |                              | Alfons XI. Kastilský                              |  |  |  |  |  |  |  |                        |
|                         |                              |  |                              |                                                   |  |  |  |  |  |  |  |                        |
|                         | Sancho Kastilský             |  |                              |                                                   |  |  |  |  |  |  |  |                        |
|                         |                              |  |                              |                                                   |  |  |  |  |  |  |  |                        |
|                         |                              |  |                              | Eleonora z Guzmánu                                |  |  |  |  |  |  |  |                        |
|                         |                              |  |                              |                                                   |  |  |  |  |  |  |  |                        |
|                         | Eleonora z Alburquerque      |  |                              |                                                   |  |  |  |  |  |  |  |                        |
|                         |                              |  |                              |                                                   |  |  |  |  |  |  |  |                        |
|                         |                              |  |                              | Petr I. Portugalský                               |  |  |  |  |  |  |  |                        |
|                         |                              |  |                              |                                                   |  |  |  |  |  |  |  |                        |
|                         | Beatrix z Alburquerque       |  |                              |                                                   |  |  |  |  |  |  |  |                        |
|                         |                              |  |                              |                                                   |  |  |  |  |  |  |  |                        |
|                         |                              |  |                              | Inés de Castro                                    |  |  |  |  |  |  |  |                        |
|                         |                              |  |                              |                                                   |  |  |  |  |  |  |  |                        |
| Ferdinand II. Aragonský |                              |  |                              |                                                   |  |  |  |  |  |  |  |                        |
|                         |                              |  |                              |                                                   |  |  |  |  |  |  |  |                        |
|                         |                              |  | Fadrique Alfonso, pán z Hara |                                                   |  |  |  |  |  |  |  |                        |
|                         |                              |  |                              |                                                   |  |  |  |  |  |  |  |                        |
|                         | Alfonso Enríquez             |  |                              |                                                   |  |  |  |  |  |  |  |                        |
|                         |                              |  |                              |                                                   |  |  |  |  |  |  |  |                        |
|                         |                              |  |                              |                                                   |  |  |  |  |  |  |  |                        |
|                         |                              |  |                              |                                                   |  |  |  |  |  |  |  |                        |
|                         | Fadrique Enríquez de Mendoza |  |                              |                                                   |  |  |  |  |  |  |  |                        |
|                         |                              |  |                              |                                                   |  |  |  |  |  |  |  |                        |
|                         |                              |  |                              | Pedro González de Mendoza                         |  |  |  |  |  |  |  |                        |
|                         |                              |  |                              |                                                   |  |  |  |  |  |  |  |                        |
|                         | Juana de Mendoza             |  |                              |                                                   |  |  |  |  |  |  |  |                        |
|                         |                              |  |                              |                                                   |  |  |  |  |  |  |  |                        |
|                         |                              |  |                              | Aldonza de Ayala                                  |  |  |  |  |  |  |  |                        |
|                         |                              |  |                              |                                                   |  |  |  |  |  |  |  |                        |
|                         | Juana Enríquez               |  |                              |                                                   |  |  |  |  |  |  |  |                        |
|                         |                              |  |                              |                                                   |  |  |  |  |  |  |  |                        |
|                         |                              |  |                              | Gonzalo Fernández de Córdoba, 1. Señor de Aguilar |  |  |  |  |  |  |  |                        |
|                         |                              |  |                              |                                                   |  |  |  |  |  |  |  |                        |
|                         | Diego Fernández de Córdoba   |  |                              |                                                   |  |  |  |  |  |  |  |                        |
|                         |                              |  |                              |                                                   |  |  |  |  |  |  |  |                        |
|                         |                              |  |                              | Maria Garcia Carrillo                             |  |  |  |  |  |  |  |                        |
|                         |                              |  |                              |                                                   |  |  |  |  |  |  |  |                        |
|                         | Mariana Fernández z Córdoby  |  |                              |                                                   |  |  |  |  |  |  |  |                        |
|                         |                              |  |                              |                                                   |  |  |  |  |  |  |  |                        |
|                         |                              |  |                              | Pedro Suárez de Toledo                            |  |  |  |  |  |  |  |                        |
|                         |                              |  |                              |                                                   |  |  |  |  |  |  |  |                        |
|                         | Inés de Ayala y Toledo       |  |                              |                                                   |  |  |  |  |  |  |  |                        |
|                         |                              |  |                              |                                                   |  |  |  |  |  |  |  |                        |
|                         |                              |  |                              | Juana de Orozco                                   |  |  |  |  |  |  |  |                        |
|                         |                              |  |                              |                                                   |  |  |  |  |  |  |  |                        |

## Kronikářské záznamy
"2. ledna 1492 -- Ferdinand II., král hišpánský, vjel toho dne s triumfem do města Granata a království to, vyhnav z něho Saracény a Maury, pohany (kteříž je 780 let drželi), sobě podmanil, vyhladiv pověry machometské, kostely k náboženství křesťanskému vystavěl, a tudy první jména toho, aby slúl Catholicus, zasloužil, kteréhož po něm králové hišpánští užívají." (str. 6)
"1. září 1492 -- Ferdinand (II.), král Hišpánie a Castilie, toho dne vypravil Christoffora Kolumba s některým počtem šífů a lodí, aby nových ostrovů a zemí na moři hledal. Kterýžto, a s ním Americus Vesprucius, některé nové a prvé neznámé, však na zlato, perly a drahé kamení nad míru bohaté ostrovy nalezl, a k ruce svému králi toho roku přivezl, etc. Buchholcer. Ex Bembo." (str. 462)